# Louis Borno

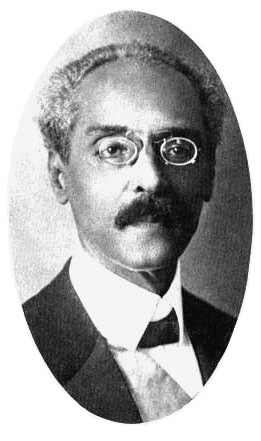
Louis Borno

Eustache Antoine François Joseph Louis Borno, född 20 september 1865 Port-au-Prince, död 29 juli 1942, Pétionville, Haiti, var president i Haiti 15 maj 1922-15 maj 1941.